# Wanted Dead or Alive (Bon Jovi)
Wanted Dead or Alive è una canzone dei Bon Jovi, scritta da Jon Bon Jovi e Richie Sambora. Fu estratta come terzo singolo dal terzo album in studio del gruppo, Slippery When Wet, nel 1987. Negli Stati Uniti, raggiunse la posizione #7 della Billboard Hot 100, diventando il terzo brano estratto dal disco a riuscirci. Tale risultato ha permesso a Slippery When Wet di essere il primo album hard rock nella storia della musica ad aver avuto tre singoli nella top 10. È uno dei brani più celebri dei Bon Jovi e, infatti, fa parte del primo greatest hits del gruppo, Cross Road, del 1994.
Nel 2003, il singolo fu ripubblicato in versione acustica, insieme al precedente It's My Life, per promuovere il disco This Left Feels Right e il relativo DVD This Left Feels Right Live, sotto il nome di Wanted Dead or Alive (2003).
La canzone fa parte della colonna sonora del videogioco musicale Rock Band e dell'espansione Grand Theft Auto IV: The Lost and Damned. Inoltre, appare nei film Harley Davidson & Marlboro Man di Simon Wincer, Scooby-Doo 2: Mostri scatenati di Raja Gosnell, Svalvolati on the road di Walt Becker e Rock of Ages (interpretata da Tom Cruise) di Adam Shankman.
È il brano d'apertura del primo episodio della terza stagione della serie Tv cult Miami Vice (1986)
Nel sedicesimo episodio della terza stagione della serie tv Supernatural, i due protagonisti Sam e Dean Winchester cantano la canzone a bordo della loro Impala.

## Informazioni sulla canzone
Il titolo della canzone rende omaggio all'ammirazione di Jon Bon Jovi verso gli eroi dell'Old West. Nel testo della canzone, infatti, Jon si identifica proprio in un cowboy, dicendo di essere odiato come loro, appunto "Wanted Dead or Alive" ("Ricercato vivo o morto"). In un documentario mandato in onda su VH1, fu rivelato come il gruppo aveva inizialmente previsto di pubblicare un album a tema sull'Old West negli anni ottanta, ma alla fine decisero di scartare l'idea. In un concerto a Detroit, Michigan, del 20 febbraio 2008 (durante il Lost Highway Tour), prima di eseguire Wanted Dead or Alive, Jon Bon Jovi ha parlato ai fan dicendo che il brano "è stato assolutamente influenzato in modo positivo da Turn the Page di Bob Seger".

## Performance dal vivo
Quando Wanted Dead or Alive viene eseguita dal vivo, Jon Bon Jovi suona una chitarra acustica, mentre Richie Sambora applica la sua ben nota tecnica di scambio* chitarra: acustica (solitamente una double neck) all'inizio, elettrica alla fine. È una delle canzoni che viene suonata più spesso nei concerti del gruppo, e gli stessi Jon e Richie eseguono i ritornelli finali del brano in coro. Ciò è documentato nei seguenti video: Live from London, The Crush Tour, This Left Feels Right Live (e quindi anche del relativo disco This Left Feels Right), Lost Highway: The Concert, e Live at Madison Square Garden. Inoltre, il brano fa parte dell'album live One Wild Night Live 1985-2001.
- Lo scambio avviene appena prima dell'assolo (nel video del live al Madison Square Garden lo si può osservare chiaramente).

Degna di nota l'interpretazione ad Auburn Hills avvenuta nel marzo 2010 assieme a Kid Rock, il quale ruba letteralmente il ruolo di backing vocalist a Richie Sambora e cambia anche parte del testo per adattarlo al suo personaggio e alle sue origini di "redneck" di Detroit.

## Videoclip
Il videoclip di Wanted Dead or Alive, primo video dei Bon Jovi girato completamente in bianco e nero, mostra filmati del gruppo durante il loro Slippery When Wet Tour, comprendente il biennio 1986-1987. Uno degli obiettivi principali del video è quello di mettere in evidenza la cosiddetta "life-on-the-road", molto estenuante per diversi artisti, tra cui anche gli stessi membri del gruppo.
L'audio del brano presente nel clip è leggermente diverso da quello originale presente nell'album - in particolare alla fine, dove invece di far sentire la parte in cui Jon Bon Jovi canta "I'm a cowboy, I got the night on my side, I'm wanted dead or alive" ("Sono un cowboy, ho avuto la notte dalla mia parte, sono ricercato vivo o morto"), la musica inizia a sfumare, e il video si conclude.

## Classifiche

### Classifiche settimanali
| Classifica (1987)             | Posizione massima |
| ----------------------------- | ----------------- |
| Australia                     | 13                |
| Belgio (Fiandre)              | 36                |
| Canada                        | 17                |
| Germania                      | 47                |
| Irlanda                       | 6                 |
| Nuova Zelanda                 | 5                 |
| Paesi Bassi                   | 20                |
| Regno Unito                   | 13                |
| Stati Uniti                   | 7                 |
| Stati Uniti (mainstream rock) | 13                |
| Classifica (2007)             | Posizione massima |
| Stati Uniti (digital)         | 25                |
| Classifica (2014)             | Posizione massima |
| Stati Uniti (ringtones)       | 34                |

### Classifiche di fine anno
| Classifica (1987) | Posizione |
| ----------------- | --------- |
| Australia         | 82        |
| Stati Uniti       | 74        |

## Tracce
Versione giapponese (Mercury 888 482-7)
1. Wanted Dead or Alive - 4:10 (Jon Bon Jovi, Richie Sambora)
2. Shot Through the Heart - 4:24 (Bon Jovi, Sambora)

Versione CD-Maxi (Mercury PPDM 1003)
1. Wanted Dead or Alive (Versione singolo) - 5:11 (Jon Bon Jovi, Richie Sambora)
2. Wanted Dead or Alive (Versione acustica) - 5:39 (Bon Jovi, Sambora)
3. Wanted Dead or Alive (Versione live) - 8:14 (Bon Jovi, Sambora)
4. Edge of a Broken Heart - 7:25 (Bon Jovi, Sambora)

Versione internazionale (Mercury 88 467-7 DJ)
1. Wanted Dead or Alive (Versione lunga) - 5:07 (Jon Bon Jovi, Richie Sambora)
2. Wanted Dead or Alive (Versione ridotta) - 4:10 (Bon Jovi, Sambora)

Versione CD-Video (Mercury 422870721-2)
1. Never Say Goodbye - 4:48 (Jon Bon Jovi, Richie Sambora)
2. Wanted Dead or Alive - 5:07 (Bon Jovi, Sambora)
3. I'd Die for You - 4:31 (Bon Jovi, Sambora)
4. Wanted Dead or Alive (Acustica) - 5:41 (Bon Jovi, Sambora)
5. Wanted Dead or Alive (Videoclip) - 4:08 (Bon Jovi, Sambora)

Versione limitata (Island 440 011 172-4)
1. Wanted Dead or Alive (Versione live) - 3:43 (Jon Bon Jovi, Richie Sambora)
2. The Distance (Registrata dal vivo alla Yokohama Arena, Giappone, 29/01/2003) (Bon Jovi, Sambora)

## Formazione
- Jon Bon Jovi - voce, chitarra acustica
- Richie Sambora - chitarra acustica, elettrica, voce
- David Bryan - tastiere
- Alec John Such - basso
- Tico Torres - batteria